# Camden Lock Market
Camden Lock Market se situe près du Regent’s Canal dans le borough londonien de Camden
à Londres, sur un site anciennement occupé par des entrepôts et autres locaux liés à l'activité du canal. 
Au début des années 1970, le commerce du canal a cessé. À l'époque il y eut une proposition de construction d'une autoroute urbaine à travers le site, ce qui a rendu tout réaménagement majeur impossible, alors, en 1974, un marché temporaire a été établi à la place. Lorsque la proposition de l'autoroute a été abandonnée en 1976, le marché est florissant et en route pour devenir le quartier caractéristique le plus connu de Camden Town. 